# Margaret Scriven
Margaret Croft »Peggy« Scriven-Vivian, angleška tenisačica, * 17. avgust 1912, Leeds, Anglija, † 25. januar 2001, Haslemere, Anglija.
Štirikrat je osvojila turnir za Amatersko prvenstvo Francije v vseh treh konkurencah. V posamični konkurenci je turnir osvojila dvakrat zapored, leta 1933 je v finalu premagala Simonne Mathieu, leta 1934 pa Helen Jacobs. Nastopala je tudi na turnirjih za Prvenstvo Anglije, kjer je se štirikrat uvrstila v četrtfinale. Leta 1935 je osvojila Amatersko prvenstvo Francije v konkurenci ženskih dvojic skupaj s Kay Stammers, leta 1933 pa še v konkurenci mešanih dvojic z Jackom Crawfordom. Na turnirjih za Prvenstvo Anglije se je najdlje uvrstila v konkurenci ženskih dvojic v polfinale leta 1934, v konkurenci mešanih dvojic pa v četrtfinale leta 1937.

## Finali Grand Slamov

### Posamično (8)

#### Zmage (2)
| Leto | Turnir                           | Nasprotnica v finalu | Rezultat finala |
| 1933 | Amatersko prvenstvo Francije     | Simonne Mathieu      | 6–2, 4–6, 6–4   |
| 1934 | Amatersko prvenstvo Francije (2) | Helen Jacobs         | 7–5, 4–6, 6–1   |

### Ženske dvojice (1)

#### Zmage (1)
| Leto | Turnir                       | Partnerica   | Nasprotnici v finalu                  | Rezultat finala |
| 1935 | Amatersko prvenstvo Francije | Kay Stammers | Ida Adamoff Hilde Krahwinkel Sperling | 6–4, 6–0        |

### Mešane dvojice (1)

#### Zmage (1)
| Leto | Turnir                       | Partner       | Nasprotnika v finalu     | Rezultat finala |
| 1933 | Amatersko prvenstvo Francije | Jack Crawford | Betty Nuthall Fred Perry | 6–2, 6–3        |